# Кимчхон
Кимчхо́н (кор. 김천시?, 金泉市?, Gimcheon-si) — город в провинции Кёнсан-Пукто, Южная Корея. Расположен на главной магистрали страны — автодороге Сеул-Пусан.

## История
В эпоху Самхан на территории современного Кимчхона располагались племенные союзы под названием Каммунгук и Чуджомагук, которые во времена Трёх государств были объединены государством Силла в единую административную единицу Каммунджу, которая во время Объединённого Силла была повышена в статусе до уезда и стала называться Кэрёнгун (уезд Кэрён). Постепенно разрастаясь и вбирая в себя соседние поселения, Кэрён просуществовал до 1914 года, когда был соединён с окрестными территориями, образовав Кимчхонгун (уезд Кимчхон). В 1949 году Кимчхон получил статус города (си). С тех пор город претерпевал небольшие административные реформы и   менял свои границы (последнее изменение произошло в 2000 году).

## География
Кимчхон расположен в западной части провинции Кёнсан-Пукто. На западе и юге граничит с провинциями Кёнсан-Намдо и Чхунчхон-Пукто, на севере — с Санджу, на востоке и юго-востоке с Куми, а на юго-западе — с Сонджу. Ландшафт преимущественно горный. Через город проходит крупнейшая транспортная артерия страны — автомагистраль Кёнбу, соединяющая Сеул и Пусан.

## Туризм и достопримечательности
В Кимчхоне расположен ряд исторических и культурных достопримечательностей, основные из которых включают:
- Буддийский монастырь Чикчиса (V век)
- Буддийский монастырь Чхонъамса (IX век)
- Святилище Судоам (IX век)
- Парк скульптур на реке Чикчичхон

## Города-побратимы
- Нанао, Япония[3]
- Чэнду, Китай
- Канбук, район Сеула, Республика Корея

## Символы
- Цветок: слива
- Птица: серая цапля
- Дерево: сосна
- Маскот: виноградинки Сэгоми и Тальгоми, персонифицирующие главную отрасль сельского хозяйства уезда — выращивание винограда.